# 方逸倫
方逸倫（1992年12月26日—），浙江嘉興人，畢業於韓國建國大學，中國男歌手、演員。
2013年3月，方逸倫隨M4M男子偶像團體以歌手身份出道；2014開始拍攝戲劇《不一樣的美男子》《青春萬萬歲》。2015年，M4M組合和經紀公司解約。2017年1月獲得中國南方時尚盛典年度最具時尚潛力藝人；之後，方逸倫開始認真往演員發展，出演了《許你浮生若夢》《獨孤皇后》《明月照我心》《長歌行》《雙世寵妃3》《玉骨遙》等多部電視劇。2019年，獲得第三屆金鮫獎年度十佳新星。2020年，發行個人首張EP《WE CAN》。2023年，憑藉古裝傳奇劇《一念關山》于十三一角，為觀眾所熟知。

## 個人經歷

### 出道前
1992年12月26日，方逸倫出生於浙江省嘉興市，從幼兒時期便開始學習鋼琴。小學期間就獲得了中國音樂學院鋼琴九級證書。2010年，經朋友介紹後被經紀人相中，準備舞蹈和現學一首歌面試。面試成功後進入CUBE娛樂成為旗下練習生，出道前，方逸倫在韓國作為訓練生培訓了四年，每天至少10個小時不間斷的練習舞蹈和音樂

### 團體出道
2013年2月6日，所屬團體官方LOGO公開，正式公布團體名稱為M4M，為韓國CUBE娛樂與中國星天傳媒共同合作推出，該團體也為CUBE娛樂推出的首組全華人團體。2013年2月20日，個人形象照與影片公開，以Alen為藝名，團內擔當主唱、老么。2013年3月13日，隨組合M4M正式在韓國舉行SHOWCASE出道，並公開首支單曲《Sadness》的音源與MV ；3月26日，在北京首次表演，在中國出道；5月22日，隨組合發佈首張迷你專輯《神秘方程式》，共收錄了《Sadness》《當你離開我》等五首歌曲，並憑藉該專輯獲得“2013亞洲青春派飛躍藝人獎“、“音樂風雲榜新人盛典最受歡迎組合獎“ ；7月3日，隨組合推出出道百日的實錄系列片，敘述其出道歷程 ；7月21日，隨組合參與四川衛視音樂節目《中國愛大歌會》的錄製，並擔任開場嘉賓；12月9日，隨組合受邀參加中央電視臺節目《我要上春晚》。
2014年6月29日，與張翰、吳映潔等共同出演的青春愛情劇《不一樣的美男子》在湖南衛視首播，其在劇中飾演擁有特殊能力的高智商少年葉江帆。
2015年2月3日，與蔣雪鳴、王思思領銜主演的青春劇《青春萬萬歲》開播，在劇中飾演內心喜愛音樂、外表帥氣的調酒師高禹軒 ；3月31日，M4M組合宣佈解約。

### 合約糾紛
2015年3月31日，包含方逸倫在內的四名成員希望透過法律程序與公司解約，並舉辦新聞發布會說明情況。發布會中，M4M 成員控訴星天傳媒多項違約的情況，表示他們從在韓國受訓時開始就均是由自己與家人出資在韓生活，受訓完畢回到北京後也只有微薄的特別金而幾乎無法生存；同時也控訴公司未給付薪資、未替成員保社會保險 (相當於臺灣的勞、健保)。由於合約關係，四人至今可以說是全無經濟來源。而所屬的中國星天傳媒現在已查無經濟執照 (相當於臺灣的營業登記證)，原本登記的公司地址也已無人辦公，在無經濟來源的狀況下，四人的合約還有四至六年，因此 M4M 希望透過法律程序解約，若不解約，任何其他的合作都無法順利進行。
合約糾紛過後，雙方皆未對外說明糾紛結果，但方逸倫多次表示M4M並無解散。

### 事業發展
其後，方逸倫簽入童樂影視旗下並成立個人工作室，主要以演員身分活動中。
2016年12月29日，與潘粵明、林鵬共同出演的犯罪喜劇電影《冒牌臥底》上映，在片中飾演個性單純又重情義的黑道小弟蛋黃 ；同年，與謝彬彬、張楊果而連袂主演校園青春電影《我與世界只差一個你》，在片中飾演學霸校草林一 。
2017年3月13日，主演的情感勵志劇《不一樣的美男子Ⅱ》在湖南衛視青春劇場首播；3月27日，出席深圳時裝周活動；9月11日，與披拉•尼迪裴善官、毛曉彤聯合主演的都市勵志愛情劇《美味奇緣》在湖南衛視金鷹劇場首播，其在劇中飾演玩世不恭、呆萌耿直的富三代葉以軒，他還演唱了該劇的插曲《一分鐘》；11月6日，亮相北京時裝周 。
2018年1月3日，獲得2017中國南方時尚盛典年度最具時尚潛力藝人獎；6月29日，搭檔王秀竹主演的古裝喜劇電影《鳳皇傳》上映，在片中飾演背負國仇家恨的西燕威帝慕容沖，他還與陳穩共同演唱該片的推廣曲《傲氣》；9月7日，與朱一龍、安悅溪聯合主演的年代愛情劇《許你浮生若夢》在優酷視頻播出，飾演因愛生恨的戲班少主段天賜。
2019年1月17日，與龔俊、鄭湫泓連袂主演的古裝愛情劇《絕世千金》在愛奇藝視頻播出，他在劇中飾演隱忍癡情的波斯王子柳修文，他還演唱了該劇的插曲《兩個世界的夢》；2月11日，與陳喬恩、陳曉等共同出演的古裝勵志劇《獨孤皇后》播出，在劇中飾演仙氣十足、能文能武的楊家三郎楊瓚 ；4月3日，與於朦朧、鞠婧禕合作出演的古裝神話劇《新白娘子傳奇》在愛奇藝視頻播出；10月14日，與淩美仕搭檔主演的古裝愛情劇《明月照我心》在騰訊視頻播出，飾演瀟灑傲嬌的北宣資王李謙，他還演唱了該劇的片尾曲《初見雪》和插曲《風花雪月》；10月17日，與金雯昕、文苡帆領銜主演的青春勵志劇《竹馬鋼琴師》開播，在劇中飾演高人氣的校園男神慕流年，他還演唱了該劇的插曲《裝下兩個人》。
2020年1月10日，發行個人首張EP《WE CAN》。，收錄歌曲《WE CAN》《不是我不夠愛你》《戀愛密碼》等五首歌曲；10月23日，與白鹿、賴藝共同出演的古裝愛情輕喜劇《九流霸主》在騰訊視頻播出，飾演智商情商雙高的暖男昭王，他還演唱了該劇的片尾曲《看夢》；12月12日，與劉令姿、馬聞遠領銜主演的古裝愛情輕喜劇《燕山派與百花門》在雲南楚雄開機，飾演燕山派的大師兄朝行暮；12月24日，主演的古裝愛情劇《絕世千金完結篇》播出，他還演唱了該劇的插曲《一許傾世》；12月26日，發佈生日特別單曲《獨白》。
2021年3月20日，與釋小龍、徐冬冬連袂主演的古裝武俠電影《燕赤霞獵妖傳》在騰訊視頻上線播映，其在片中飾演性格睿智冷靜的大理寺卿夏淩風；3月31日，與迪麗熱巴、吳磊聯合主演的古裝傳奇劇《長歌行》在山東衛視首播，其在劇中飾演魏征的長子魏叔玉；6月1日，與邢昭林、梁潔主演的古裝愛情劇《雙世寵妃Ⅲ》播出，在劇中飾演東嶽國墨家的大公子墨言忱；7月1日，參演的劇情電影《1921》上映。
2022年4月25日，與陳曉、王曉晨共同出演的都市情感劇《好好說話》在湖南衛視首播，飾演電視臺的當家主持趙立；8月19日，參加的全景音樂綜藝節目《披荊斬棘第二季》在芒果TV上線；12月29日，與陳鈺琪領銜主演的都市愛情輕喜劇《相親，站住別跑》在無錫開機，飾演海歸大學老師楊照。
2023年7月2日，特別主演的古裝劇《玉骨遙》播出，飾演止淵；8月8日，與陳鈺琪、四川音樂學院學生代表演唱的成都大運會主題推廣歌曲《Come on》上線；8月10日，參演的《燕山派與百花門》播出；10月23日，主演的電視劇《一念花開》在優酷播出，在劇中飾演崔塵；11月28日，與劉詩詩、劉宇寧主演的古裝傳奇劇《一念關山》播出；12月16日，參加的綜藝《你好，星期六》播出。
2024年7月29日，由其演唱的電視劇《四海重明》相伴曲《執手》上線；9月29日，主演的古裝劇《漠風吟》在騰訊視頻播出，在劇中飾演“大漠頭號諜王”霍擎雲；10月5日由其演唱的霍擎雲角色主題曲《影》上線；10月22日，入選第十屆“文榮獎”青年演員扶持計畫名單。
目前與童乐影视解約。
2025年2月13日，參演的《怎敵她千嬌百媚》播出，在劇中飾演陸昀。

## 影視作品

### 電視劇/網路劇
| 年份   | 劇名            | 角色   | 備註             |
| 2014年 | 不一樣的美男子  | 葉江帆 |                  |
| 2014年 | 甜蜜生活        |        | 客串，網路劇     |
| 2015年 | 青春萬萬歲      | 高禹轩 |                  |
| 2016年 | 世界辣麼大      | 小Q    | 網路劇           |
| 2016年 | 左眼詭事        | 古月   | 友情客串，網路劇 |
| 2017年 | 不一樣的美男子2 | 葉江帆 |                  |
| 2017年 | 美味奇缘        | 葉以軒 |                  |
| 2018年 | 許你浮生若夢    | 段天賜 |                  |
| 2019年 | 絕世千金        | 柳修文 | 網路劇           |
| 2019年 | 獨孤皇后        | 楊瓚   |                  |
| 2019年 | 新白娘子傳奇    | 睦王   |                  |
| 2019年 | 竹馬鋼琴師      | 慕流年 | 網路劇           |
| 2019年 | 明月照我心      | 資王   | 網路劇           |
| 2020年 | 九流霸主        | 李昭   | 網路劇           |
| 2020年 | 絕世千金完结篇  | 柳修文 | 網路劇           |
| 2021年 | 長歌行          | 魏叔玉 |                  |
| 2021年 | 雙世寵妃III     | 墨言忱 | 網路劇           |
| 2022年 | 好好說話        | 趙立   |                  |
| 2023年 | 玉骨遙          | 止淵   | 網路劇           |
| 2023年 | 燕山派與百花門  | 朝行暮 | 網路劇           |
| 2023年 | 一念花开        | 崔尘   | 网路剧           |
| 2023年 | 一念关山        | 于十三   | 網路劇           |
| 2024年 | 漠风吟          | 霍擎云 | 網路劇           |
| 2025年 | 怎敌她千娇百媚  | 陆昀   | 網路劇           |
| 待播   | 牧星战队        |        |                  |
| 待播   | 相亲，站住别跑  | 杨照   | [ 3 ]            |
| 待播   | 水龙吟          | 柳眼   |                  |
| 待播   | 雨霖铃          | 白玉堂 |                  |
| 待播   | 魅影神捕        | 蒙锐   | 網路劇           |

### 電影
| 年份   | 劇名               | 角色         | 備註     |
| 2016年 | 冒牌卧底           | 黑道小弟蛋黄 |          |
| 2018年 | 梁文弋             | 慕容冲       | 男主角   |
| 2021年 | 燕赤霞獵妖傳       | 夏凌風/無涯  | 網路電影 |
| 2021年 | 1921               | 高君宇       |          |
| 待上映 | 我與世界之差一個你 | 林一         |          |
| 待上映 | 鳳凰傳             | 慕容冲       |          |

### 綜藝
| 年份      | 播出平台 | 節目名稱 | 備註   |
| 2022年8月 | 芒果TV   | 披荊斬棘 | 参赛者 |

## 音樂作品
| 作品名稱           | 發行時間   | 歌曲簡介                 |
| ------------------ | ---------- | ------------------------ |
| 《一分鐘》         | 2017-09-30 | 电视剧《美味奇缘》插曲   |
| 《傲氣》           | 2017-12-25 | 电影《鳳凰傳》推廣曲     |
| 《兩個世界的夢》   | 2019-02-01 | 網剧《絕世千金》插曲     |
| 《初見雪》         | 2019-10-16 | 網剧《明月照我心》片尾曲 |
| 《裝下兩個人》     | 2019-10-17 | 電視劇《竹馬鋼琴師》插曲 |
| 《WE CAN》         | 2020-01-10 | 首张EP《WE CAN》         |
| 《不是我不夠爱你》 | 2020-01-10 | 首张EP《WE CAN》         |
| 《戀愛密碼》       | 2020-01-10 | 首张EP《WE CAN》         |
| 《流行影片》       | 2020-01-10 | 首张EP《WE CAN》         |
| 《風花雪月》       | 2020-01-10 | 首张EP《WE CAN》         |
| 《執手》           | 2024-09-29 | 電視劇《四海重明》插曲   |
| 《影》             | 2024-10-05 | 電視劇《漠風吟》插曲     |
| 《私藏》           | 2024-12-26 | 生日錄製歌曲             |

## 獎項
| 日期       | 獎項                                                                               |
| ---------- | ---------------------------------------------------------------------------------- |
| 2013-08-23 | - 2013亞洲偶像盛典亞洲青春派飛躍藝人獎                                             |
| 2013-12-06 | - 2013音樂風雲榜新人盛典最受歡迎組合獎                                             |
| 2017-01-03 | - 2017中國南方時尚盛典年度最具時尚潛力藝人奖                                       |
| 2019-12-27 | - 2019年第三屆金鮫獎年度十佳新星                                                   |
| 2019       | - CCTV《全球中文音乐榜上榜》，《絕世千金》插曲《兩個世界的夢》，獲2019首個榜單冠軍 |
| 2024       | - CCTV《全球中文音乐榜上榜》，《絕世千金》插曲《兩個世界的夢》                     |
| 2024-10-27 | - 第10屆橫店影視節文榮獎十佳青年演員                                               |

## 參與作品

### 雜誌拍攝
| 出版日期  | 染志名稱     | 期數        | 發行地區 | 備注 |
| --------- | ------------ | ----------- | -------- | ---- |
| 2017年3月 | 《easy》     | 2018年6月號 | 中國     | 內頁 |
| 2017年9月 | 《New star》 | 第157期     | 中國     | 內頁 |

## 外部連結
- 方逸倫的新浪微博
- 方逸伦的小红书